# Танцов ансамбъл „Ботевградска младост“
Танцов ансамбъл „Ботевградска младост“ е младежки колектив в Народно читалище „Христо Ботев 1884“, Ботевград.
Художествен ръководител и хореограф е Веселка Божкова
Танцовият ансамбъл е основан през 1994 г. и е сред широко изявените младежки колективи в община Ботевград. Участниците в него са 32 – предимно учащи и студенти. Има съвместни участия с изпълнители на българския фолклор като Райко Кирилов, Йорданка Варджийска, Гуна Иванова, Володя Стоянов, Румяна Попова и др.
Солистка на ансамбъла е Станислава Димитрова. В репертоара на ансамбъла са обхванати танци от всички етнографски области в България. Освен фолклорния жанр, в репертоара си има много танци от стилизирания осъвременен фолклор, модерни и развлекателни танци с подходящи костюми към тях.
Ансамбълът е носител на почетен медал на Кмета на Ботевград по повод неговата 10 годишнина и на международни награди с призови места в световни фестивали в Италия, Сърбия, Република Македония, Румъния, Гърция, Кипър и Турция. Има няколко престижни участия в Русия – Република Мордовия в побратимения на Ботевград град Саранск. Притежава десетки награди в български конкурси и фестивали, както и статуетката „Южни слънца“, връчена на ансамбъла специално от Президента на Република България.